# Ork

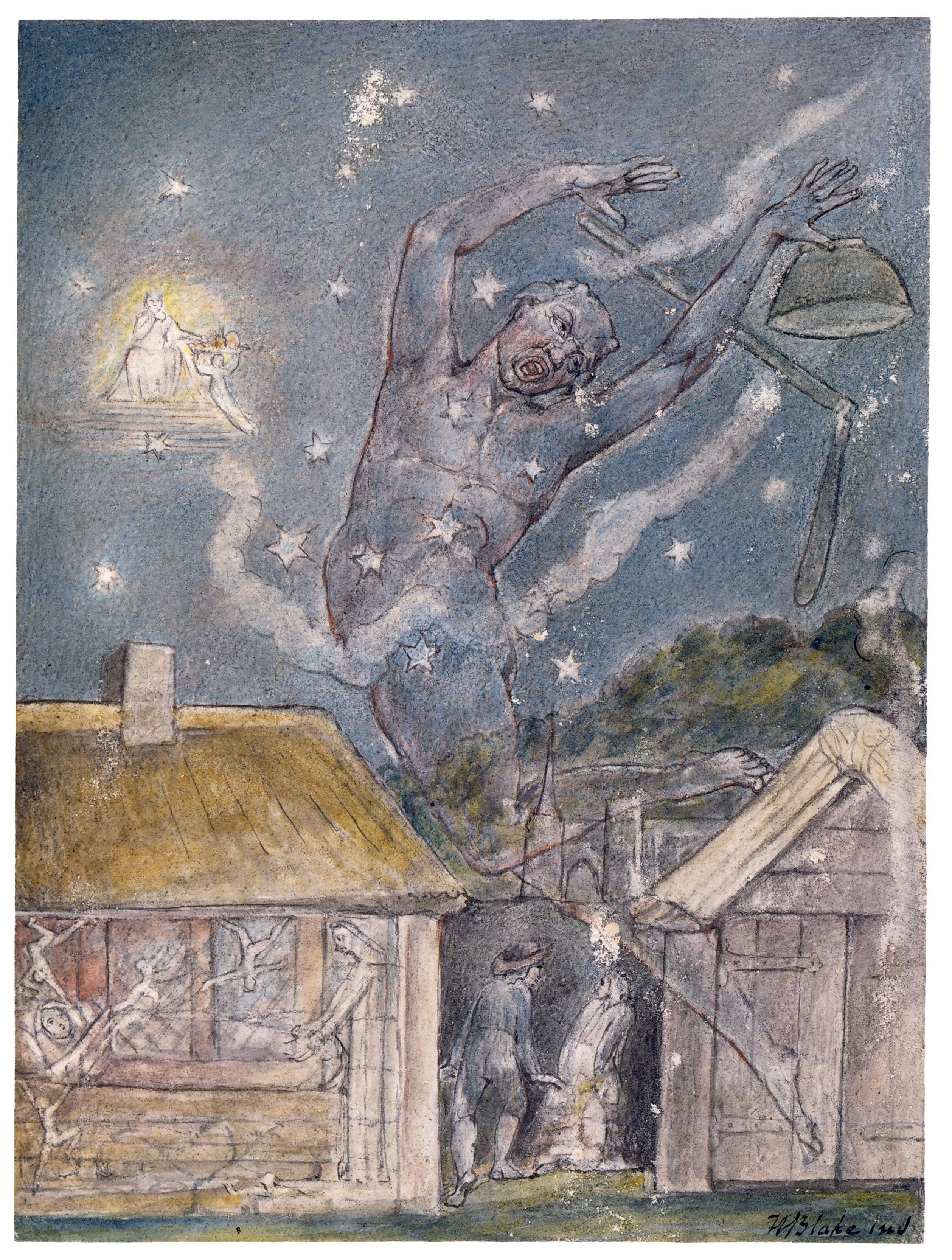
The Goblin, 1816-1820

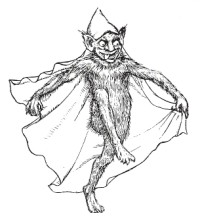
Goblin, 19e eeuw

Een ork (Engels: orc) of aardman (Engels: goblin) is een mythologisch wezen. Het zijn vaak kwaadaardige, domme en trolachtige wezens, die het kwade belichamen. Ze komen voor in verhalen, sprookjes, boeken, films, computerspellen en muziek.
Aardmannen en hun verwanten komen veelvuldig voor in de mondelinge overlevering van Noordwest-Europa. Zo is de Duergar een boosaardige aardman uit Noord-Engeland.

## Eigenschappen
Aardmannen zijn in hun eigenschappen verwant aan trollen, reuzen uit volksverhalen en aan de mens. Verschillende aardman-achtigen zijn schatplichtig aan de figuren uit Europese volksverhalen, zoals trollen (Noorwegen); ogers, goblins en zijn vriendelijke verwant de hobgoblins (Engeland); en de kallikantzaros die alleen rond de winterzonnewende bovengronds komen (Griekenland).
Naar de aard van de overlevering of de luim van de verteller kunnen verschillende eigenschappen zijn toegeschreven. Vaak terugkerende kenmerken zijn:
- mensachtig postuur, vaak krom lopend en dik of zwaar gebouwd
- klein, van vingerlang tot maximaal anderhalve meter
- vooral overdag leven ze ondergronds, gewoonlijk in holen of half-ondergrondse ruw gebouwde huizen in verlaten gebieden
- dom
- onbeschaafd tot grof of ruw
- zwijgzaam, of moeilijk en krom sprekend
- zelden neutraal van karakter: veelal zijn ze slecht geluimd, egoïstisch of hebberig tot ronduit kwaadaardig. Ook worden ze wel gekenmerkt als zorgeloze en koddige, ietwat onnozele aardmannetjes.
- nachtactief
- solitair of in kleine groepjes levend
- geen aandrang tot het grootse: eten, drinken en slapen zijn de voornaamste bezigheden. Soms ook ruziemaken, stelen en mensen lastigvallen.
- weerzinwekkende kook- en eetgewoonten, soms resulterend in vieze en giftige brouwsels - dit is vooral bij kwaadaardige types.
- genieten van chaos en verwarring, bijvoorbeeld, door dingen te stelen, verstoppen of veranderen, wat leidt tot grappige of kwaadaardige situaties.

De aardmannen kunnen niet tegen de zon, ze veranderen dan in steen. In enkele verhalen leven aardmannen overdag als padden.

## Aardmannen/orks in het fantasy-genre

### Fantastische literatuur

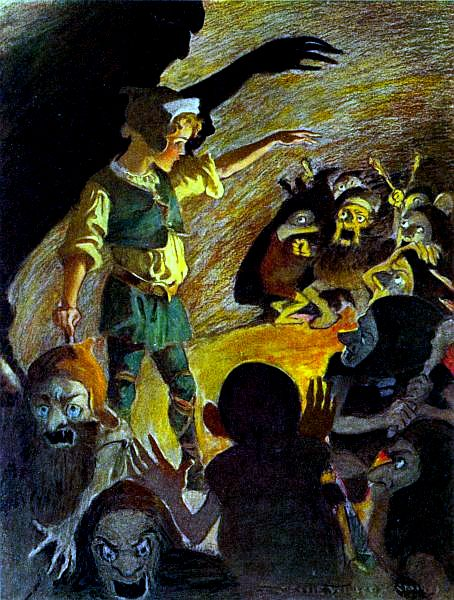
"The goblins fell back a little when he began, and made horrible grimaces" van Jessie Willcox Smith (1920). Tolkien schreef dat zijn orcs waren geïnspireerd op de goblins uit George MacDonalds fantasyboek The Princess and the Goblin uit 1872.

- Verhalen van J.R.R. Tolkien: 'Ork' baseerde Tolkien op het Oudengelse woord orc of ork dat voor 'demon' of 'duivel' staat[bron?]. In zijn boeken, waaronder In de ban van de ring (1954-1955), komen ze voor in Midden-aarde en vormen het leger van Morgoth, Sauron en Saruman.
- Ronja de roversdochter (1981), een jeugdverhaal van Astrid Lindgren: aardmannen zijn gevaarlijke wezens waar Ronja voor moet uitkijken.
- Shrek! (1990), een kinderverhaal van William Steig: Het groene wezen Shrek is een kruising tussen mens en aardman. Rond dit personage is de mediafranchise Shrek van de Amerikaanse animatiestudio DreamWorks Animation opgebouwd.
- Orcs-trilogieën First Blood (1999-2000) en Bad Blood (2008-2011) van Stan Nicholls: orks zijn intelligent en pure krijgers, gebrand op glorie op het slagveld.
- Sovereign Stone, een trilogie van fantasy-romans (2000-2003) en rollenspel (1999) van Margaret Weis en Tracy Hickman: orks zijn hier een zeevarend, bijgelovig volk.
- De Dwergen (2003), boekenreeks van Markus Heitz: orks zijn niet slimme, grote, groene krijgers met slagtanden als van een everzwijn.
- The Killing Spirit: A Savage Tale of Orcs (2004), fantastische-fictieverhaal van Sean-Michael Argo: orks zijn zeer intelligent en in staat om magie te gebruiken alhoewel ze een brute taal hanteren, met hun magie kunnen ze transformeren in Gor-Angir of 'The Killing Spirit'.
- Boeken van Marten Toonder: Hierin komen verscheidene wezens voor die op aardmannen lijken. (In het verleden is er begripsverwarring geweest met kabouters waarbij deze ook aardmannen genoemd werden.[bron?])
- Geronimo Stilton, een kinderboekenreeks van Elisabetta Dami: hierin hebben orks enige gelijkenis met trollen.
- Mythologie van William Blake: De orc is een positief figuur, de belichaming van creatieve passie en energie, aangezien orc een anagram is van Cor, dat weer een synoniem is voor hart.

### Spellen
- Dungeons & Dragons (1974), een rollenspel: orks kennen hier veel variaties
- Warhammer (1983), een tabletopspel van Games Workshop: Het ras orks wordt samen met de goblins, hobgoblins, snotlings en gnoblars de greenskins genoemd. Ook in het aanvullende boek Orcs & Goblins (1993) worden orks genoemd. In het tabletopspel Warhammer 40,000 van dezelfde maker zijn als Warhammer zijn orks in verschillende universa verschillende rassen.
- Shadowrun (1989) en Earthdawn (1993), rollenspellen: orks zijn hier van nature noch goed noch slecht.
- Magic: The Gathering (1993), een ruilkaartspel van Richard Garfield: orks zijn laffe strijders die vooral vertrouwen op de kleinere en minder intelligente goblins om oorlog te voeren.
- Warcraft (vanaf 1994), spellenserie van Blizzard Entertainment: orks komen al vanaf de eerste speleditie voor, maar zien er niet hetzelfde uit als de Orks in de boeken en films van The Lord of the Rings. Ze leven in groepsverband en zijn bijna altijd de gedoodverfde vijanden van de mensen. Ze zijn nobel van aard en in Warcraft III: Reign of Chaos sluiten ze een verbond met de mensen en nachtelfen om het Burning Legion te verslaan in de slag bij Mount Hyjall en zo de wereldboom te beschermen tegen het demonenleger van Archimonde. In de opvolgende editie, World of Warcraft, staan ze weer min of meer tegenover de mensen.
- The Elder Scrolls (v.a. 1993), een reeks computerspellen: de ork is hier een ontwikkelde maar barbaarse Orsimer.
- Heroes of Might and Magic (v.a. 1995), een computerspel: orks zijn strijdlustige strijders die een kruising tussen demonen en mensen zijn.
- Utopia (1998), een browserspel: orks zijn hier slecht en destructief
- Disciples: Sacred Lands (1999), een computerspel/strategiespel: orks zijn een dominant ras van de groenhuid-soorten
- Orkworld (2000), een rollenspel: orks zijn niet echt slecht, maar slechts benadeeld door hun lagere intelligentie en aanpassingsmogelijkheden
- Final Fantasy XI (2002), een computerspel: een ras van de beestmensen.
- Kingdom Under Fire: Heroes (2005), een computerspel: orks zijn de basisinfanterie van de slechte kant.
- Hârn-wereld, een rollenspelomgeving van N. Robin Crossby: een slechte, brutale korte gargûn.

### Overig
- Orc Magazine: orks worden onderverdeeld goblins, hobgoblins, gremlins, gorkens en ridgelings.
- Op sociale media gebruiken Oekraïners en Oekraïnegezinden sinds de Russische invasie van Oekraïne in 2022 het woord Orks, meestal in het Engels, Orcs, om Russische militairen mee aan te duiden.